# Jordi Farjas i Darnés
Jordi Farjas i Darnés, kurz auch Jordi Farjas, (* 1928 in Olot; † 29. Juni 2008 ebenda) war ein katalanischer Maler, Zeichner, Bildhauer und Krippenkünstler, der in der Tradition der Schule von Olot stand. Als Maler durchlief er eine kubistische und eine pointilistische Phase. Sein bevorzugtes Sujet waren Stadtlandschaften. Hier warf er einen besonderen künstlerischen Blick auf seine Heimatstadt Olot. Farjas bietet somit einen wichtigen Referenzpunkt für die Malerei in und von Olot. Farjas blieb stets der figurativen Malerei treu. Seine Malereien zeichnen sich durch eine exzeptionelle Platzierung der Gegenstände und Figuren in der Gesamtkomposition aus.

## Leben und Werk
Jordi Farjas wurde 1928 als drittes Kind in einer Arbeiterfamilie in Olot geboren. Er absolvierte dort die Grundschule Malagrida. 1942 nahm er in der Olotenser Kunstgewerbefabrik „El Arte Cristiano“ sein erstes Arbeitsverhältnis auf, wo er das Kunsthandwerk des Skulpteur und Krippenbauers lernte. Gleichzeitig erlernte er bei Joaquim Claret und Manel Traiter die Bildhauerei. Seit 1939 besuchte er für zehn Jahre die Kunstschule von Olot (Escola de Belles Arts d’Olot). Seine Lehrer hier waren Martí Casadevall, Pere Gussinyé, Ramon Barnadas und Melcior Domenge. Perspektive und Szenografie erlernte er bei Bartomeu Mas i Collellmir. Farjas wurde in seiner malerischen Entwicklung stark durch Josep Pujol geprägt. 1958 nahm er an einem Kurs für Freskenmalerei bei Miquel Farré in Olot, 1960 an einem Wettbewerb für Bildende Künste in der Sektion Zeichnung in Madrid teil. 1951 verstarb sein Onkel Damià. Jordi Farjas und seine Geschwister übernahmen von ihrem Onkel die Leitung des Familien-Cafés Europa an der Plaça Major in Olot. 1965 heiratete er. Für das Café übernahm Farjas vorwiegend die administrativen, buchhalterischen Aufgaben. Trotz dieser Aufgaben gab er seine künstlerischen Tätigkeiten nie auf. Ab 1974 widmete er sich ganz der Malerei. Man traf ihn häufig mit seiner Staffelei in Olot, bis er 1994 in einer Weise erkrankte, die ihm seine künstlerische Arbeit unmöglich machte. Jordi Farjas verstarb am 29. Juni 2008 in Olot an seiner Krankheit.
Farjas erhielt im Laufe seines Künstlerlebens zahlreiche nationale und internationale Auszeichnungen. Er nahm an verschiedenen Wettbewerben teil. 1960 wurde er zur Teilnahme an der nationalen Ausstellung „Belles Arts de Barcelona“ eingeladen. Er stellte zunächst ab seinem 16. Lebensjahr in Gruppenausstellungen (Sala Vayreda, Olot 1944) und später in Einzelausstellungen in Olot (von 1952 bis 1990), Barcelona (von 1947 bis 1982), in Zürich (1977) und in weiteren katalanischen Städten seine Bilder aus. In den Jahren von 1957 bis 1965 realisierte er sechs Freskos in verschiedenen Gebäuden in und um Olot.

## Vermächtnis
Domènec Moli beschreibt das Verhältnis der Künstler Josep Pujol und Jordi Farjas: Pujol war ständiger Kunde in Farjas Café Europa. Dort führten die beiden Maler stundenlange Gespräche über Kunst und Malerei. Domenec Moli kommt zu dem Ergebnis: Jordi Farjas folgt mit seiner eigenen Persönlichkeit der Kunst von Josep Pujol in einer äußerst freien, kreativen und absolut Neues hervorbringenden Weise. Werke von Jordi Farjas finden sich im Garrotxa-Museum (Museu de la Garrotxa) in Olot, im Kunstmuseum Girona (Museu d’Art de Girona) und im Museum für moderne Kunst Barcelona (Museu d’Art Modern de Barcelona). Drei von Jordi Farjas modellierte Krippen finden sich im Krippen-Museum von Olot (Museu Pessebrístic d’Olot).

## Werke von Jordi Farjas
- Freskos
  - Kunstakademie Olot (1957)
  - Kirche von Capsec, Vall de Bianya (1958)
  - Sparkasse von Olot (1960)
  - Drei Industrieunternehmen von Olot (1964/1965)